# Ålanda
Ålanda är en by i Långareds socken i Alingsås kommun belägen vid ån mellan sjöarna Anten och Åsjön. I byn ligger Antens station vid museijärnvägen Anten–Gräfsnäs Järnväg. Cirka två kilometer norr om byn finns Antens kapell och på andra sidan Åsjön ligger Brobacka naturreservat. Från 2015 till 2020 avgränsade SCB här en småort.